# Rolf Julin
Rolf Julin fue un deportista sueco que compitió en esgrima, especialista en la modalidad de espada. Ganó dos medallas en el Campeonato Mundial de Esgrima en los años 1949 y 1951.

## Palmarés internacional
| Campeonato Mundial | Campeonato Mundial | Campeonato Mundial | Campeonato Mundial |
| Año                | Lugar              | Medalla            | Prueba             |
| ------------------ | ------------------ | ------------------ | ------------------ |
| 1949               | El Cairo (Egipto)  | Medalla de plata   | Espada por equipos |
| 1951               | Estocolmo (Suecia) | Medalla de bronce  | Espada por equipos |